# Ronnie Van Zant

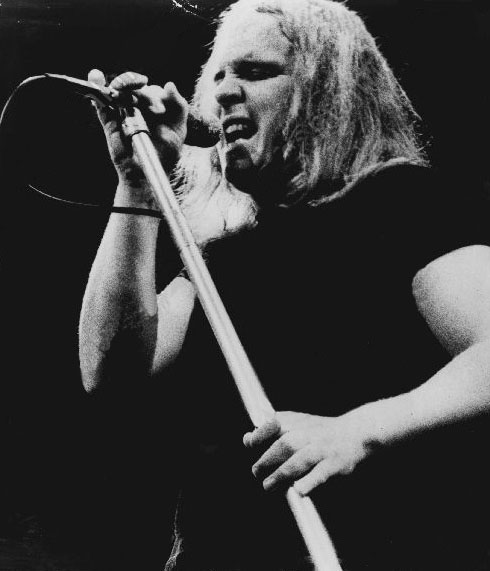
Ronnie Van Zant, 1975

Ronald Wayne „Ronnie“ Van Zant (* 15. Januar 1948 in Jacksonville, Florida; † 20. Oktober 1977 bei Gillsburg, Mississippi) war ein US-amerikanischer Sänger, der als Gründungsmitglied der Southern-Rock-Band Lynyrd Skynyrd bekannt wurde.

## Biografie

### Kindheit und Jugend
Er wurde in Jacksonville, Florida als Sohn von Lacy Austin Van Zant (1915–2004) und seiner Frau Marion Virginia, geb. Hicks, (1929–2000) geboren, die beide ihren Sohn lange überlebten. Aus der Beziehung gingen außerdem noch die jüngeren Söhne Donnie und Johnny Van Zant hervor. Der erste wurde als Sänger der Band 38 Special bekannt und der zweite nahm nach der Reunion Lynyrd Skynyrds im Jahre 1991 Ronnies Platz ein und ist seitdem Sänger der Band.

### Lynyrd Skynyrd
Van Zant gründete die Band 1964 zusammen mit Gary Rossington, Allen Collins, Larry Junstrom und Bob Burns, die sich größtenteils aus der Schule kannten.
Bekanntheit erlangte die Gruppe Anfang der 1970er Jahre mit ihrem Debütalbum (Pronounced ’Lĕh-’nérd ’Skin-’nérd), das mehrere Lieder enthält, die bis heute zum Standardrepertoire bei Konzerten gehören. Der größte Hit der Band wurde allerdings Sweet Home Alabama vom zweiten Album Second Helping. Bis 1977 wurden mehrere weitere Alben veröffentlicht.

### Privat
Ronnie Van Zant hatte jeweils eine Tochter aus seinen beiden Ehen. Er hatte Interesse an Baseball und in seiner Jugend an Boxen und Stock-Car-Rennen.

### Tod
Am 20. Oktober 1977 stürzte das von der Band gecharterte Flugzeug – eine Convair CV 300 – auf dem Weg von Greenville, South Carolina nach Baton Rouge, Louisiana bei Gillsburg, Mississippi ab. Van Zant starb im Alter von 29 Jahren während des Unfalls neben anderen Mitgliedern der Band, wie Steve Gaines, Cassie Gaines, dem Roadmanager Dean Kilpatrick und den beiden Piloten der Maschine. Er hing angeschnallt in seinem Sitz, wirkte unverletzt, lediglich ein „münzgroßer Bluterguss an seiner Schläfe“ (Aussage von Artimus Pyle) deutete auf eine Kopfverletzung hin. Diese hatte ihn das Leben gekostet. Dem ursprünglich vermuteten Treibstoffmangel als Unfallursache widersprach eine spätere Untersuchung und gab menschliches Versagen als Grund an.

### Texte
Das bekannteste Lied der Band, Sweet Home Alabama, wurde häufig als Antwort des stolzen amerikanischen Südens auf die kritischen Lieder Neil Youngs Alabama und Southern Man verstanden. Neben einigen anderen Textstellen wurde so auch die Zeile „Watergate does not bother me“ gedeutet, ein Verweis auf Nixons Watergate-Affäre. Trotzdem widersprach Van Zant in einigen Interviews der vermeintlichen Befürwortung der Rassentrennung. Im Lied selbst kann man das an dem zum Schluss zu hörenden „Montgomery’s got the answer“ festmachen. Eine Anspielung auf die von Martin Luther King begleiteten Märsche von Selma nach Montgomery. Es finden sich noch einige andere Lieder, die nicht dem Klischee des bierseligen patriotischen Rockers entsprechen. Darunter Poison Whiskey des ersten Albums, das beschreibt, wie die Vaterperson im Lied am übermäßigen Alkoholkonsum zu Grunde geht. In The Ballad of Curtis Loew wird beschrieben, wie ein Junge trotz Androhung von Schlägen durch die Mutter immer wieder zu einem offensichtlich farbigen Bluesmusiker geht, um ihn spielen zu hören. Und in Saturday Night Special wird der freie Besitz von Handfeuerwaffen kritisiert, der bis heute im konservativen Amerika kaum bestritten wird. „Hand guns are made for killin’, ain’t no good for nothin' else“. Trotzdem besaß auch Van Zant mehrere Schusswaffen.

## Diskografie
- (Pronounced ’Lĕh-’nérd ’Skin-’nérd) (1973)
- Second Helping (1974)
- Nuthin’ Fancy (1975)
- Gimme Back My Bullets (1976)
- One More from the Road, Live-Album (1976)
- Street Survivors (1977)
- Skynyrd’s First and... Last, Aufnahmen vor der Zeit des ersten offiziellen Albums, postum (1978)
- Legend, unveröffentlichte Aufnahmen bzw. B-Seiten der Singles, postum (1987)